# Suero Gómez de Toledo
Suero Gómez de Toledo (m. Santiago de Compostela, 30 de junio de 1366). Fue un noble y eclesiástico castellano que llegó a ser arzobispo de Santiago de Compostela entre los años 1362 y 1366, en que murió asesinado. Y era hijo de Gómez Pérez de Toledo, que fue alguacil mayor de Toledo, y de Teresa Díaz.
También fue capellán mayor del rey Pedro I de Castilla, que ordenó su asesinato, y notario mayor del reino de León.

## Historia y leyenda
Como parte de las disputas sucesorias entre Pedro I y Enrique de Trastámara, fue asesinado por orden de Pedro I el día 30 de junio de 1366 junto con el deán de la catedral de Santiago de Compostela.
Esta historia ha dado lugar a muchas leyendas y obras literarias, sin estar del todo claras todas las circunstancias. Parece ser que después del duro enfrentamiento entre la familia de los Suárez de Deza (Churruchaos) y el obispo Berenguel de Landoria (que acabaron con la decapitación de Alonso Suárez de Deza), Fernán Pérez Churruchao y Alonso Gómez de Gallinato alancearon al obispo Gómez de Toledo y al deán Pedro Álvarez con el beneplácito del rey Pedro I, porque el obispo apoyaba a Enrique de Trastámara. Este suceso marcó el final de la Casa de los Churruchaos, que serían absorbidos por la Casa de Lemos.
| Predecesor: Gómez Manrique | Arzobispo de Santiago de Compostela 1362 - 1366 | Sucesor: Alonso Sánchez de Moscoso |